# Guissény
Guissény település Franciaországban, Finistère megyében. Lakosainak száma 1974 fő (2022. január 1.). Guissény Kernilis, Plouguerneau, Kerlouan, Plouider és Saint-Frégant községekkel határos.

## Népesség
A település népességének változása:
| Lakosok száma | 2104 | 1887 | 1850 | 1796 | 2024 | 2002 | 2009 | 1991 | 1983 | 1974 |
|               | 1968 | 1982 | 1990 | 2006 | 2013 | 2015 | 2017 | 2019 | 2020 | 2022 |